# الحنانة (ماوية)

تعديل مصدري - تعديل

الحنانه  هي إحدى قرى مديرية ماوية بمحافظة تعز اليمنية، بلغ تعداد سكانها 864 نسمة حسب التعداد السكاني في اليمن في 2004.